# Lövsjön (Skorpeds socken, Ångermanland)
Lövsjön är en sjö i Örnsköldsviks kommun i Ångermanland och ingår i Nätraåns huvudavrinningsområde. Sjön är 12 meter djup, har en yta på 1,95 kvadratkilometer och befinner sig 322 meter över havet. Sjön avvattnas av vattendraget Önskanån (Lesjöån). Vid provfiske har abborre, gädda och mört fångats i sjön.

## Delavrinningsområde
Lövsjön ingår i det delavrinningsområde (703786-158815) som SMHI kallar för Utloppet av Lövsjön. Medelhöjden är 348 meter över havet och ytan är 11,69 kvadratkilometer. Det finns inga avrinningsområden uppströms utan avrinningsområdet är högsta punkten. Önskanån (Lesjöån) som avvattnar avrinningsområdet har biflödesordning 2, vilket innebär att vattnet flödar genom totalt 2 vattendrag innan det når havet efter 84 kilometer. Avrinningsområdet består mestadels av skog (67 procent). Avrinningsområdet har 1,94 kvadratkilometer vattenytor vilket ger det en sjöprocent på 16,6 procent.